# بخش پوان
بخش پوان (به اسپانیایی: Partido de Puan) یک منطقهٔ مسکونی در آرژانتین است که در استان بوئنوس آیرس واقع شده‌است. بخش پوان ۶٬۸۳۵ کیلومتر مربع مساحت و ۱۶٬۳۸۱ نفر جمعیت دارد.